# Кашина Пива (Лоди)
Кашина Пива је насеље у Италији у округу Лоди, региону Ломбардија.
Према процени из 2011. у насељу је живело 11 становника. Насеље се налази на надморској висини од 50 м.